# 新湘南バイパス
新湘南バイパス（しんしょうなんバイパス、英語: SHIN-SHONAN BY-PASS）は、神奈川県藤沢市から茅ヶ崎市、平塚市の市街地を迂回して神奈川県中郡大磯町に至る一般国道1号・一般国道468号のバイパスで、中日本高速道路株式会社管轄の一般有料道路である。自動車専用道路に指定されているため、排気量125 cc以下の二輪車は通行禁止となっている。
藤沢IC - 茅ヶ崎JCT間は首都圏中央連絡自動車道（圏央道）の一部を構成するが、道路名は変更されていないため、本記事では別の道路として扱う。高速道路ナンバリングによる路線番号は、圏央道の一部を構成している藤沢IC - 茅ヶ崎JCT間を圏央道と同じ 「C4」 、それ以外の茅ヶ崎JCT - 茅ヶ崎海岸IC間及び未開通区間の茅ヶ崎海岸IC - 大磯IC（仮称）間は西湘バイパスとともに 「E84」 が割り振られている。

## 概要
- 起点 : 神奈川県藤沢市城南
- 終点 : 神奈川県中郡大磯町東町
- 総延長 : 15.1 km
- 規格 : 第1種第3級
- 設計速度 : 80 km/h
- 車線数 : 4車線

### 現開通区間
- 起点 : 神奈川県藤沢市城南
- 終点 : 神奈川県茅ヶ崎市市柳島
- 総延長 : 8.8 km

## インターチェンジなど
- 全区間神奈川県内に所在。
- IC番号欄の背景色が■である部分については道路が供用済みの区間を示している。また、施設名欄の背景色が■である部分は施設が供用されていない、または完成していないことを示す。未開通区間の名称は仮称。未開通区間の距離は設計（都市計画）時の距離であり、供用（開通）時の距離は異なる場合がある。
- 英略字は以下の項目を示す。
IC：インターチェンジ、JCT：ジャンクション、TB：本線料金所

| IC 番号                                                                          | 施設名                                                                           | 接続路線名                                                                       | 起点から の設計距離（km） （都市計画）                                           | 藤沢ICから の営業距離 （現在）（km）                                             | 備考                                                                             | 所在地                                                                           | 所在地                                                                           |
| 藤沢バイパスに接続 C4 首都圏中央連絡自動車道（横浜湘南道路）に接続予定（事業中） | 藤沢バイパスに接続 C4 首都圏中央連絡自動車道（横浜湘南道路）に接続予定（事業中） | 藤沢バイパスに接続 C4 首都圏中央連絡自動車道（横浜湘南道路）に接続予定（事業中） | 藤沢バイパスに接続 C4 首都圏中央連絡自動車道（横浜湘南道路）に接続予定（事業中） | 藤沢バイパスに接続 C4 首都圏中央連絡自動車道（横浜湘南道路）に接続予定（事業中） | 藤沢バイパスに接続 C4 首都圏中央連絡自動車道（横浜湘南道路）に接続予定（事業中） | 藤沢バイパスに接続 C4 首都圏中央連絡自動車道（横浜湘南道路）に接続予定（事業中） | 藤沢バイパスに接続 C4 首都圏中央連絡自動車道（横浜湘南道路）に接続予定（事業中） |
| -------------------------------------------------------------------------------- | -------------------------------------------------------------------------------- | -------------------------------------------------------------------------------- | -------------------------------------------------------------------------------- | -------------------------------------------------------------------------------- | -------------------------------------------------------------------------------- | -------------------------------------------------------------------------------- | -------------------------------------------------------------------------------- |
|                                                                                  | 藤沢IC                                                                           |                                                                                  | 0.2                                                                              | 0.0                                                                              |                                                                                  | 藤沢市                                                                           |                                                                                  |
|                                                                                  | 茅ヶ崎TB                                                                         |                                                                                  |                                                                                  |                                                                                  |                                                                                  | 茅ヶ崎市                                                                         |                                                                                  |
| 24                                                                               | 茅ヶ崎中央IC                                                                     | 県道45号丸子中山茅ヶ崎線 県道44号伊勢原藤沢線                                    | 5.9                                                                              | 5.1                                                                              | 藤沢方面出入口                                                                   | 茅ヶ崎市                                                                         |                                                                                  |
| 25                                                                               | 茅ヶ崎JCT                                                                        | C4 首都圏中央連絡自動車道 （さがみ縦貫道路）                                     | 5.9                                                                              | 5.1                                                                              |                                                                                  | 茅ヶ崎市                                                                         |                                                                                  |
| 24                                                                               | 茅ヶ崎中央IC                                                                     | 県道45号丸子中山茅ヶ崎線 県道44号伊勢原藤沢線                                    | 5.9                                                                              | 5.1                                                                              | 小田原方面出入口                                                                 | 茅ヶ崎市                                                                         |                                                                                  |
|                                                                                  | 茅ヶ崎西IC                                                                       | 国道1号（現道）                                                                  | 8.4                                                                              | 7.5                                                                              | 藤沢方面出入口のみ                                                               | 茅ヶ崎市                                                                         |                                                                                  |
|                                                                                  | 茅ヶ崎海岸IC                                                                     | 県道46号相模原茅ヶ崎線 国道134号                                                 | 9.6                                                                              | 8.7                                                                              | 藤沢方面出入口のみ                                                               | 茅ヶ崎市                                                                         |                                                                                  |
| -                                                                                | 平塚IC                                                                           | 国道134号 国道129号                                                              | 11.9                                                                             |                                                                                  | 小田原方面出入口のみ                                                             | 平塚市                                                                           |                                                                                  |
| -                                                                                | 平塚TB                                                                           |                                                                                  |                                                                                  |                                                                                  |                                                                                  | 中郡 大磯町                                                                      |                                                                                  |
| -                                                                                | 大磯IC                                                                           | 国道134号                                                                        | 15.1                                                                             |                                                                                  | 藤沢方面出入口のみ 西湘バイパス大磯東ICとして暫定供用中                          | 中郡 大磯町                                                                      |                                                                                  |
| E84 西湘バイパスに接続                                                           |                                                                                  |                                                                                  |                                                                                  |                                                                                  |                                                                                  |                                                                                  |                                                                                  |

## 歴史
- 1981年（昭和56年）3月30日 : 藤沢IC - 茅ヶ崎中央IC間事業認可。
- 1986年（昭和61年）2月7日 : 茅ヶ崎中央IC - 茅ヶ崎西IC間事業認可。
- 1987年（昭和62年）3月3日 : 茅ヶ崎西IC - 茅ヶ崎海岸IC間事業認可。

- 1988年（昭和63年）3月30日 : 藤沢IC - 茅ヶ崎西IC間開通。4車線での供用開始。
- 1991年（平成3年）
  - 3月3日 : 茅ヶ崎海岸IC - 大磯IC（仮）間事業認可。
  - 11月1日 : 料金徴収期間が2048年3月29日までとなる[8]。

- 1995年（平成7年）12月25日 : 茅ヶ崎西IC - 茅ヶ崎海岸IC間開通。4車線での供用開始。
- 2005年（平成17年）10月1日 : 道路関係四公団の民営化によって日本道路公団から中日本高速道路株式会社に移管。[9]民営化にあたり全国路線網に編入される[10]。
- 2010年（平成22年）
  - 2月2日 : 全線が無料化社会実験の対象区間に指定。
  - 6月28日 : 無料化社会実験開始[11]。
- 2011年（平成23年）6月19日 : 無料化社会実験終了[12]。
- 2012年（平成24年）7月11日 : 茅ヶ崎中央ICの茅ヶ崎海岸方面の出入口を0.2 km 茅ヶ崎海岸IC側に移転。料金及び営業上の距離の変更はなし。
- 2013年（平成25年）4月14日 : 圏央道 茅ヶ崎JCT - 寒川北IC間開通に伴い、茅ヶ崎JCT 供用開始。

## 路線状況

### 未開通区間の状況について

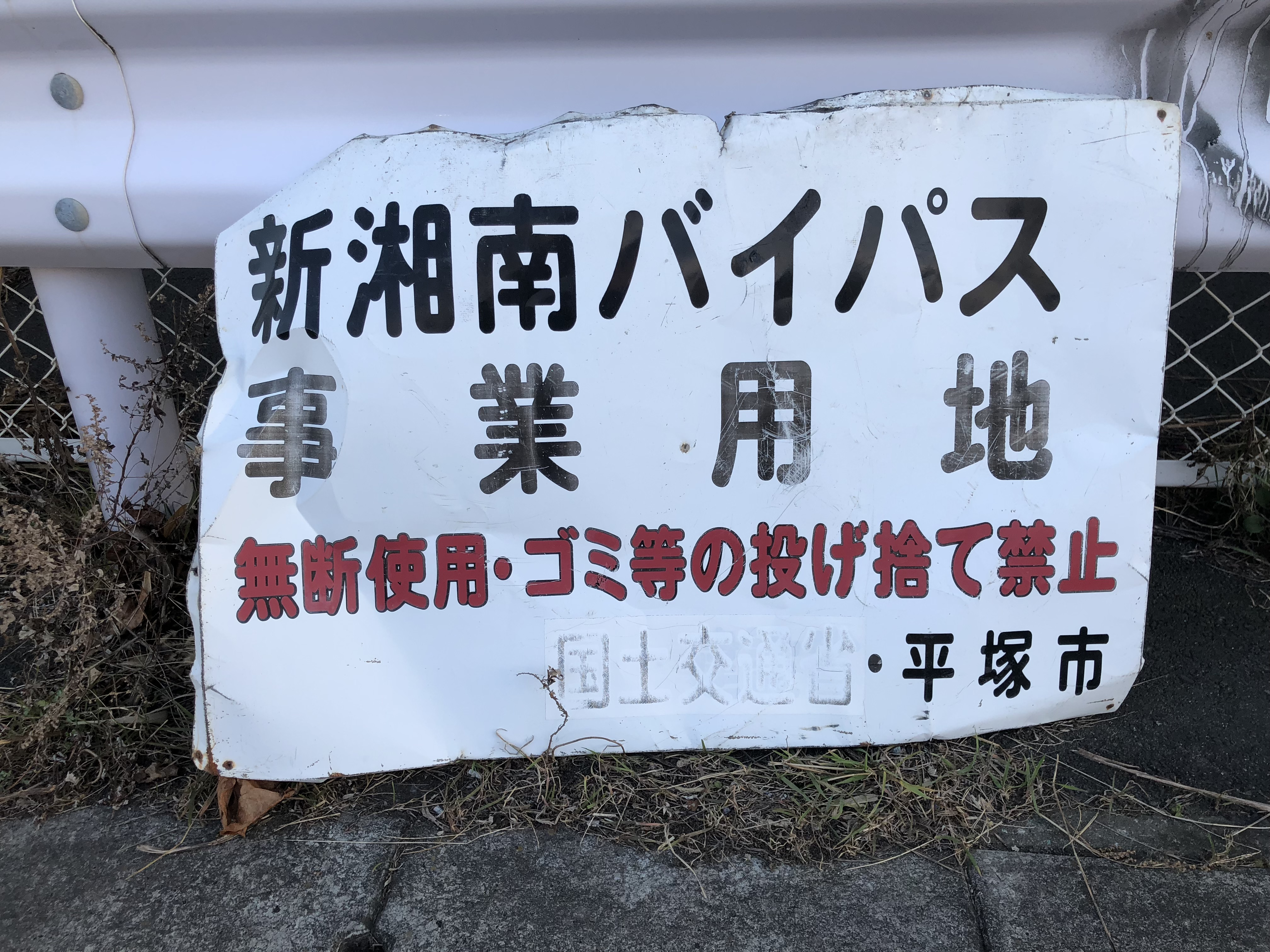
2018年2月時点での平塚市内の新湘南バイパス建設予定地

茅ヶ崎海岸ICから西へカーブして湘南大橋へ向かうルート上にはゴルフ場がある。そのゴルフコースの移設先となる用地を確保するため、相模川河畔スポーツ公園を茅ヶ崎市柳島向河原地区へ移設する計画が立てられ、2018年（平成30年）3月25日には移設先の柳島スポーツ公園が開園している。2019年（平成31年）3月には相模川河畔スポーツ公園も閉鎖され、公園跡地の堤防整備事業が行われている。
国道134号の湘南大橋は、上下2車線での暫定供用を経て、2010年（平成22年）3月28日に上下4車線で開通した。高浜台交差点以西は2車線のままであったが、神奈川県はバイパスが延伸されるまでの暫定措置として高浜台交差点以西の4車線化を決定。2015年（平成27年）3月に工事が完了し供用を開始した。この事業は新湘南バイパスとは直接関連なく、あくまで国道134号の国道整備の一環である。
新湘南バイパスの4車線は湘南大橋の上り線上部に覆い被さるよう増設される計画だが、詳細設計の見直し（耐震性の問題等）が終わっていないため、着工の見通しは未定。完成すれば現状の一般道路往復4車線から自動車専用道路を合わせた8車線に拡大され、ボトルネックが解消することになる。
湘南大橋より西の区間では、沿線住民の反対（構造の安全性や景観が悪くなる）が根強く、着工に至っていない。ただ、国道1号・国道134号の慢性的な渋滞のため、西湘バイパスまでの建設を望む声は平塚市民も含め、周辺住民より多数存在する。反対派住民からは半地下構造が提案されたが、平塚海岸に近く川も多い地形で技術的に容易でないことから、国土交通省は難色を示している。横浜国道事務所は暫定4車線化の結果も踏まえ、新湘南バイパスの延伸部分の詳細な設計を検討するとしている。

### ハイウェイラジオ
- 茅ヶ崎（藤沢IC〜茅ヶ崎中央IC）
- 湘南（茅ヶ崎JCT〜茅ヶ崎海岸IC）

### 交通量
24時間交通量（台）　道路交通センサス
| 区間                                | 平成17（2005）年度 | 平成22（2010）年度 | 平成27（2015）年度 | 令和3（2021）年度 |
| ----------------------------------- | ------------------ | ------------------ | ------------------ | ----------------- |
| 藤沢IC - 茅ヶ崎中央IC/茅ヶ崎JCT     | 12,712             | 36,037             | 25,670             | 26,603            |
| 茅ヶ崎中央IC/茅ケ崎JCT - 茅ヶ崎西IC | 12,712             | 36,037             | 18,449             | 21,525            |
| 茅ヶ崎西IC - 茅ヶ崎海岸IC           | 04,580             | 15,139             | 10,990             | 14,359            |
| 茅ヶ崎海岸IC - 大磯IC間             | 未開通             | 未開通             | 未開通             | 未開通            |

（出典：「平成22年度道路交通センサス」・「平成27年度全国道路・街路交通情勢調査」（国土交通省ホームページ）より一部データを抜粋して作成）
- 平成22年度の調査期間中において藤沢IC - 茅ヶ崎海岸ICでは、高速道路無料化社会実験が行われていた。

- 令和2年度に実施予定だった交通量調査は、新型コロナウイルスの影響で令和3年度に延期された[13]。

## 通行料金
以下は2016年4月1日改定時点の情報を記す。
かつては普通車、大型車および特大車の3車種区分であったが、首都圏における料金体系の整理・統一の方針により、2016年4月1日、高速自動車国道と同じ5車種区分に変更された。普通車の料金は従前のままとされたが、車種間料金比率が見直されたことにより、軽自動車・二輪車のみならず、大型車および特大車も値下げとなった。

### 非ETC車の通常料金
区間制・単純支払い方式。高速道路機構との協定による料金区間および各区間の料金の額は次のとおり（供用済みの区間のみを記す。また、消費税転嫁にかかる調整を行っている）。
| 区間                      | 軽自動車等 | 普通車 | 中型車 | 大型車 | 特大車 |
| ------------------------- | ---------- | ------ | ------ | ------ | ------ |
| 藤沢IC - 茅ヶ崎中央IC     | 290円      | 310円  | 350円  | 440円  | 620円  |
| 藤沢IC - 茅ヶ崎JCT        | 290円      | 310円  | 350円  | 440円  | 620円  |
| 藤沢IC - 茅ヶ崎西IC       | 290円      | 310円  | 350円  | 440円  | 620円  |
| 茅ヶ崎中央IC - 茅ヶ崎西IC | 80円       | 100円  | 120円  | 150円  | 260円  |
| 茅ヶ崎JCT - 茅ヶ崎西IC    | 80円       | 100円  | 120円  | 150円  | 260円  |
| 茅ヶ崎西IC - 茅ヶ崎海岸IC | 80円       | 100円  | 120円  | 150円  | 260円  |
茅ヶ崎西IC - 茅ヶ崎海岸IC間のみの通行はできないため、茅ヶ崎海岸IC発着の場合は、2区間の料金の合計額が必要となる。また、支払いも区間ごとに分けて行う。

### ETC車の通常料金
藤沢IC - 茅ヶ崎JCT間は高速自動車国道の大都市近郊区間、茅ヶ崎JCT - 茅ヶ崎海岸IC間は同普通区間の料金水準とした対距離制になる。ただし、従前の料金を上限とする。茅ヶ崎JCTを経由して圏央道と連続走行する場合、固定額（ターミナルチャージ）も合わせて1回分となるが、長距離逓減は適用されない。

### ETC時間帯割引
2009年3月に、早朝夜間割引、平日夜間割引および休日特別割引が導入された。これらが廃止された2014年4月からは、深夜割引と休日割引が適用される。
大都市近郊区間扱いであるが、例外的に、休日特別割引は終日5割引で、休日割引の対象になる。
- 3車種区分であった当時は、高速自動車国道（5車種区分）では中型車に該当する車でも、この道路では普通車になるため休日特別割引および休日割引の対象になっていたが、2016年4月からは中型車区分が新設されたため割引対象外になる。
- 2016年4月からは、藤沢IC - 茅ヶ崎JCT間と圏央道を連続して通行する場合、新湘南バイパスの料金に休日割引は適用されない（圏央道の茅ヶ崎JCT - 久喜白岡JCT間はもとから休日割引の対象外）。

適用判断について
- 2016年3月31日までは、非ETC車の支払い方に準じて、茅ヶ崎西ICを境に2区間に分けそれぞれ1カ所の料金所の通過時刻で判断していたが、2016年4月1日からは、全体を通して入口と出口の2カ所の通過時刻で以って行う方式に変更される。料金所のないインターチェンジにもフリーフローアンテナが設置されて時刻判定が行われる。ただし、藤沢ICにフリーフローアンテナは設置されず、茅ヶ崎料金所の通過時刻で判定する。また、圏央道と連続して通行する場合、圏央道と通しで適用判断を行い、茅ヶ崎JCT料金所では時刻判定を行わない[16]。
- 2016年4月1日以降当面の間、料金所通過時には従前の方法で判断された料金が通知され、請求時に修正される[17]。端数処理の都合により、通知額より請求額が高くなることがある。

### ETC2.0限定割引
圏央道と同じく、ETC2.0搭載車に限定して適用される割引が2016年4月1日に導入された。なお、これらの割引は、料金所通過時の料金通知には反映されず、請求時に割引後料金となる。
ETC2.0割引
藤沢IC - 茅ヶ崎JCT間の料金を、高速自動車国道普通区間と同じ料金水準（普通車の場合、距離単価24.6円/km）で計算したものに割り引く。従前の料金を上回る場合は適用されない。時間帯割引の重複適用はない（最も安くなるものを適用）。
大口・多頻度割引の対象道路に追加
ETC2.0車に限り、新湘南バイパスも大口・多頻度割引の対象道路とする。

## 地理

### 通過する自治体
- 神奈川県
  - 藤沢市 - 茅ヶ崎市 - 平塚市 - 中郡大磯町